# Zápisky lovce krokodýlů
Zápisky lovce krokodýlů (v anglickém originále The Crocodile Hunter Diaries nebo zkráceně Croc Diaries) je australsko-americký přírodovědný seriál uváděný Stevem Irwinem z let 2002-2004. Jedná se o nepřímé pokračování seriálu Lovec krokodýlů (The Crocodile Hunter), který se vysílal ve zhruba stejnou dobu.

## Produkce a natáčení
Na rozdíl od původního Lovce krokodýlů, tato série se více zaměřuje na každodenní život Steva a Terri Irwinových, především co se týká jejich práce v Australia Zoo nebo Stevova odchytu a přemisťování nebezpečných krokodýlů. První série se natáčela roku 1998, v době, kdy se manželům Irwinovým narodila dcera Bindi, ale vysílala se až v roce 2002. Zároveň byla zaměřena na zdravotní problémy Stevova psa (fenky) Sui a na výstavbu atrakce s názvem Crocoseum. První dvě řady seriálu jsou složeny z půlhodinových epizod, zatímco třetí sérii tvoří epizody hodinové (vše počítáno i s reklamními přestávkami). Během tří let produkce dosáhl seriál již zmíněných tří sérií, které daly dohromady rozsáhlých 48 jednotlivých dílů. 
Pořad byl vyroben společností The Best Picture Show producenta Johna Staintona pro americkou stanici Animal Planet. Ve Spojeném království jej vysílal kanál ITV a v Austrálii stanice Network Ten. Distributorem se stala Fremantle Media Enterprises.